# Natalja Wadimowna Moltschanowa

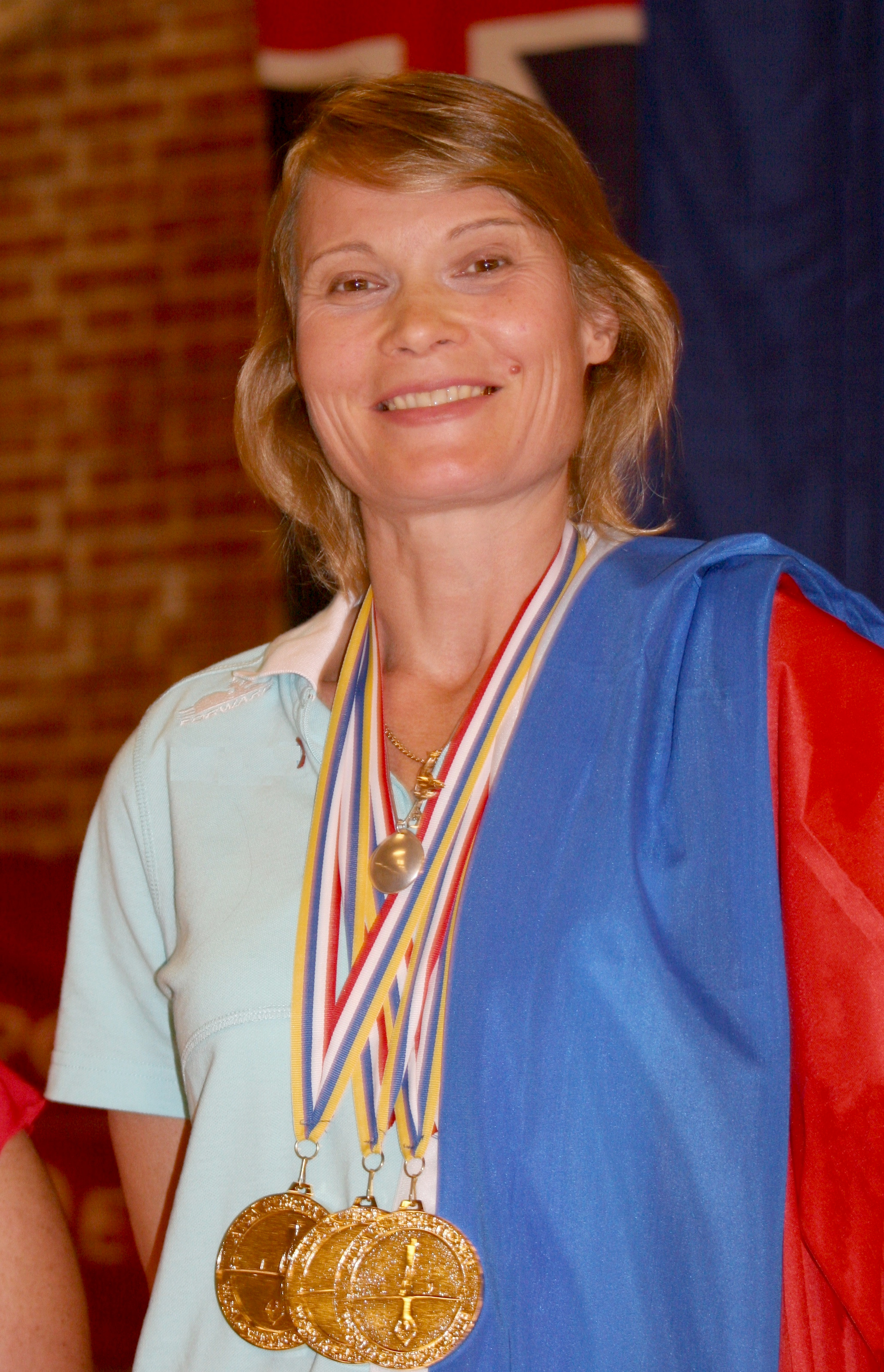
Natalja Moltschanowa, 2009

Natalja Wadimowna Moltschanowa (russisch Наталья Вадимовна Молчанова; häufig Natalia Molchanova transkribiert; * 8. Mai 1962 in Ufa; verschollen seit 2. August 2015 vor Formentera, Spanien) war eine russische Apnoetaucherin.

## Leben
Moltschanowa begann ihre sportliche Karriere als Schwimmerin, zog sich aber nach der Geburt ihres ersten Kindes vom Sport zurück. Erst im Alter von 40 Jahren begann sie erneut zu trainieren, diesmal als Freitaucherin. Im Jahre 2003 nahm sie erstmals an den Russischen Meisterschaften im Apnoetauchen teil und stellte sofort einen nationalen Rekord auf. Später arbeitete sie als Dozentin für Apnoetauchen an der Russischen Staatsuniversität für Körperliche Erziehung, Sport, Jugend und Tourismus.
Moltschanowa war die erfolgreichste Freitaucherin aller Zeiten. Sie stellte 43 Weltrekorde im Freitauchen auf, von denen zwei nach Einführung neuer Regeln aberkannt wurden. Von den acht möglichen Weltrekorden nach Richtlinien der AIDA International hielt sie bei ihrem Verschwinden am 2. August 2015 sieben. Bei Weltmeisterschaften hat sie 20 Goldmedaillen gewonnen.

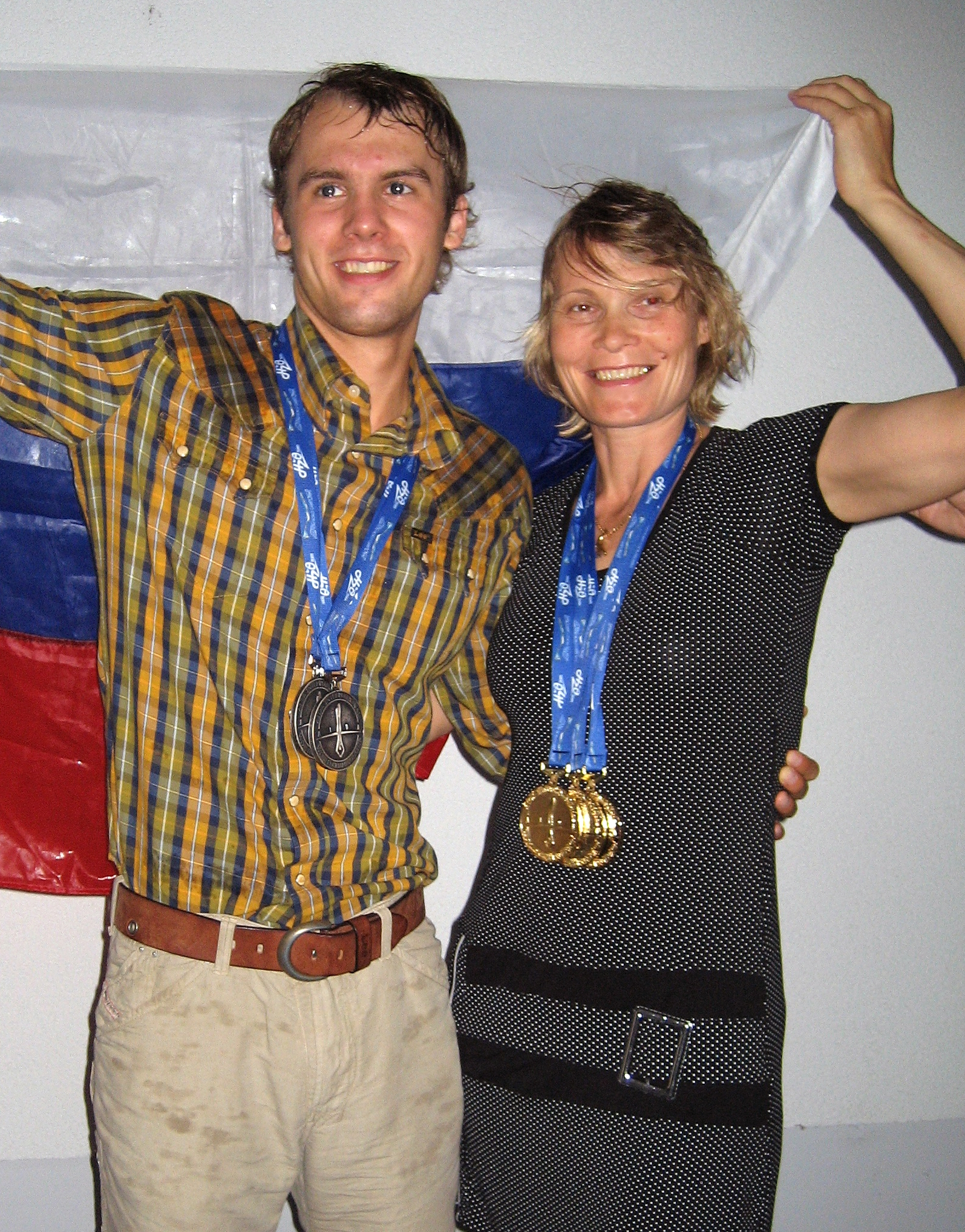
Natalja Moltschanowa (rechts) mit ihrem Sohn Alexei Moltschanow bei den Freediving World Championships in Maribor, 2007

Moltschanowa hinterlässt eine Tochter und ihren Sohn Alexei Moltschanow, ebenfalls Apnoetaucher. Er entwickelte unter anderem auch ihren Tauchanzug.

## Verschollen bei Tauchgang
Bei einem Routine-Tauchgang am 2. August 2015 vor der spanischen Insel Formentera verschwand sie spurlos. Sie war mit der Jacht Pumpkin des russischen Unternehmers Pavel Tyo ungefähr drei Kilometer vor der Küste vor Anker gegangen und hatte mit zwei Tauchanfängern Tauchgänge an einem Seil bis zu einer Tiefe von 20 m geübt. Sie selbst hatte für sich das Seil im Bereich von 30 m bis 40 m ausgelegt und soll Pausen der Anfänger für eigene Tauchgänge in diese Tiefen genutzt haben. Als Natalja Moltschanowa nach einem Tauchgang nicht wieder an die Oberfläche kam, alarmierte die Besatzung der Pumpkin die Küstenwache. Bis zum Morgen des 3. August suchten die Küstenwache, ein Helikopter und private Bootsbesitzer nach der Vermissten. Auch Unterwasserroboter und zusätzliche Rettungskräfte wurden eingesetzt. Am 4. August sagte ihr Sohn Alexei, es werde nicht erwartet, seine Mutter lebend zu finden.
Am 5. August stellte die spanische Polizei die Unterwassersuche ergebnislos ein. Am 9. August 2015 wurde die Suche nach Moltschanowa auf dem Meer vollständig eingestellt.

## Weltrekorde
| Disziplin | Rekord   | Datum              | Ort                           |
| --------- | -------- | ------------------ | ----------------------------- |
| DYN       | 150 m    | 26. Mai 2003       | Limassol (Zypern)             |
| DYN       | 155 m    | 25. April 2004     | Moskau (Russland)             |
| DNF       | 108 m    | 23. April 2005     | Moskau (Russland)             |
| DYN       | 172 m    | 24. April 2005     | Moskau (Russland)             |
| DYN       | 178 m    | 25. August 2005    | Renens (Schweiz)              |
| STA       | 7:16 min | 25. August 2005    | Renens (Schweiz)              |
| DNF       | 124 m    | 25. August 2005    | Renens (Schweiz)              |
| CWT       | 086 m    | 3. September 2005  | Villefranche (Frankreich)     |
| FIM       | 078 m    | 5. November 2005   | Dahab (Ägypten)               |
| CNF       | 055 m    | 7. November 2005   | Dahab (Ägypten)               |
| DNF       | 131 m    | 20. Dezember 2005  | Tokio (Japan)                 |
| STA       | 7:30 min | 22. April 2006     | Moskau (Russland)             |
| DYN       | 200 m    | 23. April 2006     | Moskau (Russland)             |
| FIM       | 080 m    | 3. Juni 2006       | Dahab (Ägypten)               |
| DYN       | 205 m    | 5. Juli 2007       | Maribor (Slowenien)           |
| STA       | 8:00 min | 6. Juli 2007       | Maribor (Slowenien)           |
| DNF       | 149 m    | 7. Juli 2007       | Maribor (Slowenien)           |
| FIM       | 082 m    | 10. Juni 2008      | Dahab (Ägypten)               |
| CNF       | 060 m    | 12. Juni 2008      | Dahab (Ägypten)               |
| CWT       | 095 m    | 25. Juli 2008      | Kreta (Griechenland)          |
| FIM       | 085 m    | 27. Juli 2008      | Kreta (Griechenland)          |
| DYN       | 214 m    | 5. Oktober 2008    | Lignano (Italien)             |
| DNF       | 160 m    | 20. August 2009    | Aarhus (Dänemark)             |
| STA       | 8:23 min | 21. August 2009    | Aarhus (Dänemark)             |
| CWT       | 101 m *  | 25. September 2009 | Scharm asch-Schaich (Ägypten) |
| FIM       | 090 m *  | 27. September 2009 | Scharm asch-Schaich (Ägypten) |
| CNF       | 062 m    | 3. Dez. 2009       | Blue Hole (Bahamas)           |
| DYN       | 225 m    | 25. April 2010     | Moskau (Russland)             |
| VWT       | 125 m    | 16. Juni 2010      | Kalamata (Griechenland)       |
| CWT       | 100 m    | 16. April 2011     | Blue Hole (Bahamas)           |
| CWT       | 101 m    | 22. September 2011 | Kalamata (Griechenland)       |
| FIM       | 088 m    | 24. September 2011 | Kalamata (Griechenland)       |
| CNF       | 066 m    | 8. Mai 2012        | Dahab (Ägypten)               |
| VWT       | 127 m    | 6. Juni 2012       | Scharm asch-Schaich (Ägypten) |
| CNF       | 068 m    | 25. April 2013     | Dahab (Ägypten)               |
| DNF       | 182 m    | 27. Juni 2013      | Belgrad (Serbien)             |
| DYN       | 234 m    | 28. Juni 2013      | Belgrad (Serbien)             |
| STA       | 9:02 min | 28. Juni 2013      | Belgrad (Serbien)             |
| CNF       | 069 m    | 16. September 2013 | Kalamata (Griechenland)       |
| FIM       | 091 m    | 21. September 2013 | Kalamata (Griechenland)       |
| CNF       | 070 m    | 15. Mai 2014       | Dahab (Ägypten)               |
| DYN       | 237 m    | 26. September 2014 | Sardinien (Italien)           |
| CNF       | 071 m    | 13. Mai 2015       | Dahab (Ägypten)               |

Erklärung:
- STA = Static apnea. Zeittauchen ohne Bewegung (Angabe in Minuten und Sekunden).
- DYN = Dynamic apnea with fins. Streckentauchen mit Flossen oder Monoflosse.
- DNF = Dynamic apnea without fins. Streckentauchen ohne Flossen.
- CWT = Constant weight with fins. Tieftauchen mit konstantem Gewicht zur Überwindung des Auftriebs (mit Flossen oder Monoflosse).
- CNF = Constant weight without fins. Tieftauchen mit konstantem Gewicht zur Überwindung des Auftriebs (ohne Flossen).
- FIM = Free immersion. Tieftauchen ohne Flossen mithilfe eines Seiles.
- VWT = Variable weight apnea. Tieftauchen mit Hilfe eines Schlittens beim Abstieg; Aufstieg aus eigener Kraft am Führungsseil.